# ГЭС Цзиньпин-II
Плотина Цзиньпин-II (кит. трад. 錦屏二級水電站, упр. 锦屏二级水电站, пиньинь Jǐnpíng Èrjí Shuǐdiàn Zhàn), также известная как ГЭС Цзиньпин-II — гравитационная плотина на излучине Цзиньпин реки Ялунцзян в провинции Сычуань, Китай. Строительство по проекту началось в 2007 году и было завершено в 2014 году. Установленная мощность гидроэлектростанции составляет 4800 МВт.
В то время как Цзиньпин-I полагается на обычную высокую плотину и большой резервуар для подачи воды, Цзиньпин-II использует гораздо меньшую плотину, расположенную в 7,5 км. км ниже Цзиньпин-1, которая отводит воду на четыре 16,6-км туннеля с оголовьями. Эти туннели соединяются с точкой вниз по течению той же реки на гораздо более низком уровне, обеспечивая 310 метров (1020 футов) напора воды  без затопления большой площади суши.

## История
Использование гидроэнергии в излучине Цзиньпин реки Ялунцзян планировалось на протяжении десятилетий. Река имеет изгиб длиной 150 км вокруг гор Цзиньпин, но верхнее и нижнее течения реки на противоположных сторонах горы разделяет всего 16 км. На таком расстоянии перепад высот составляет 310 м, что создаёт отличные условия для производства гидроэлектроэнергии. В излучине было запланировано два проекта: Цзиньпин-I и Цзиньпин-II общей мощностью 8400 МВт. Планирование началось в 1960-х годах бывшими проектными институтами Сычуани и Шанхая, а также Министерством водных ресурсов и электроэнергии, в результате был подготовлен «Отчёт о повторном исследовании излучины реки Ялунцзян (Цзиньпин)». В июле 1965 года был создан головной офис гидроэнергетики в Цзиньпине,  проектные работы по Цзиньпин-I и Цзиньпин-II проводились Восточно-Китайским научно-исследовательским и проектным институтом.
Строительство Цзиньпин-II началось 30 января 2007 г. Первый генератор плотины был введён в эксплуатацию в декабре 2012 года, второй — в январе 2013 года. Пятый генератор был запущен в мае 2014 года, а седьмой — в октябре 2014 года. Цзиньпин-I был полностью введён в эксплуатацию к июлю 2014 года, а восьмой и последний генератор для Цзиньпин-II был запущен 26 ноября 2014 года.

## Характеристики
Плотина водовода длиной 162 м и высотой 37 м на западной стороне излучины Цзиньпин отводит воду в четыре 16,6-км туннеля, направляющие её к электростанции. На электростанции вода подаётся на восемь 600-МВт радиально-осевых турбин General Electric общей мощностью 4800 МВт. Объём плотины составляет 3,4 млн м3.
Общий объём водохранилища 14,28 млн м³, активный объём — 5,02 млн м³, площадь водосбора — 102 663 км².
Около 30% электроэнергии дамб Цзиньпин используется на местном уровне, а 70% отправляется в восточный Китай через 800 кВ двухполюсные линии электропередачи постоянного тока.
В дополнение к четырём подводящим туннелям были построены два транспортных туннеля (A и B) диаметром 6 м и дренажный туннель 7,2 м в диаметре. Все они были построены методом буровзрывных работ, как и подводящие туннели № 2 и № 4 диаметром 13 м. Подводящие туннели № 1 и № 3 диаметром 12,4 м были выкопаны тоннелепроходческой машиной.

## Конструкция каскада
ГЭС Цзиньпин представляет собой каскад из двух электростанций, называемых Цзиньпин-I и Цзиньпин-II.
ГЭС Цзиньпин-I построена по традиционной схеме — арочная плотина высотой 305 м упирается в стенки и дно ущелья, обеспечивая перепад уровней воды для работы генераторов 240 м. Генераторы расположены на правом берегу реки рядом с плотиной и получают воду из водохранилища по шести водоводам.
В ГЭС Цзиньпин-II перепад уровней воды реализуется в виде четырёх пробурённых в горном массиве водоводов длиной 16,6 км, которые замыкают излучину реки. Разность высот между входными и выходными отверстиями водоводов составляет около 310 м. Генераторы ГЭС Цзиньпин-II расположены в нижнем конце водоводов. Плотина Цзиньпин-II имеет высоту всего 37 м и создаёт уровень, обеспечивающий бесперебойную подачу воды в водозаборы.
|  |  |  |